# Karl Gayer

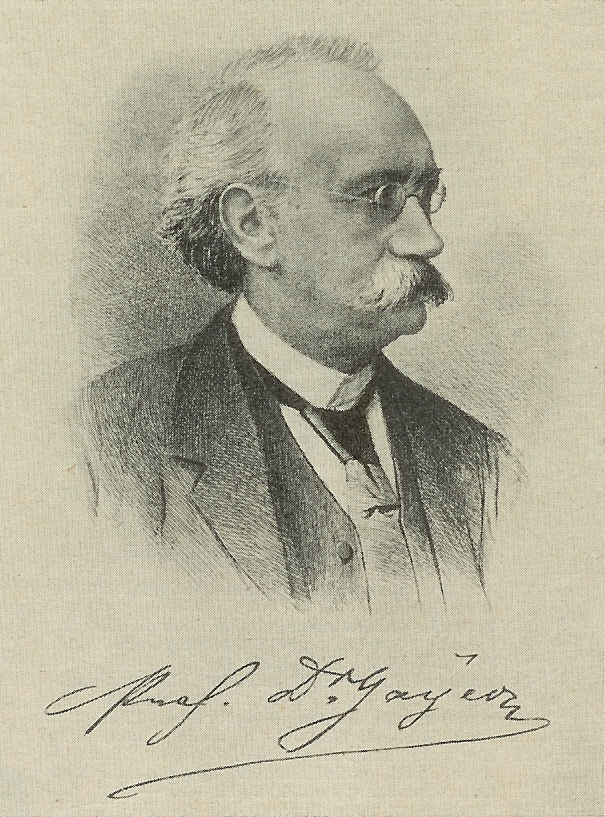
Karl Gayer

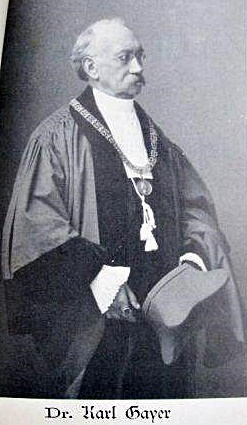
Karl Gayer als Rektor der Universität München

Johann Christian Karl Gayer, auch Geyer genannt (* 15. Oktober 1822 in Speyer; † 1. März 1907 in München) war ein deutscher Forstwissenschaftler. Gayer wirkte zunächst als einfacher Förster, später als Professor für Forstwissenschaft und Fachbuchautor.

## Leben
Karl Gayer war der Sohn des Kreisarchivars und Zeichners Peter Otto Bernhard Franz Gayer. Während seiner Gymnasialzeit in Speyer wurde Gayer im Alter von zwölf Jahren zum Vollwaisen. Nach Auszahlung seines Erbteils begann er ein Studium der Architektur und Mathematik am Polytechnikum in München. Aus finanziellen Gründen musste er sein Studium jedoch wieder aufgeben und ab 1843 als Forstgehilfe in Bobenthal und im Bienwald arbeiten.
1845 wurde er Forstamtsaktuar. Kurz darauf folgte die Versetzung an das Regierungsforstbüro in Speyer. 1851 wurde er zum Revierförster ernannt und ihm das Revier Weisenheim am Berg zugeteilt. Schon 1855 vertrat er den Kreisforstmeister in Speyer. Im selben Jahr erhielt er eine Professur für Forstwissenschaft an der Königlich-Bayerischen Nationalen Forst-Lehranstalt in Aschaffenburg und betrieb nebenbei etliche praktische Studien im Schwarzwald, Spessart und im Odenwald. Eine Berufung an die Universität Gießen lehnte er 1868 ab.

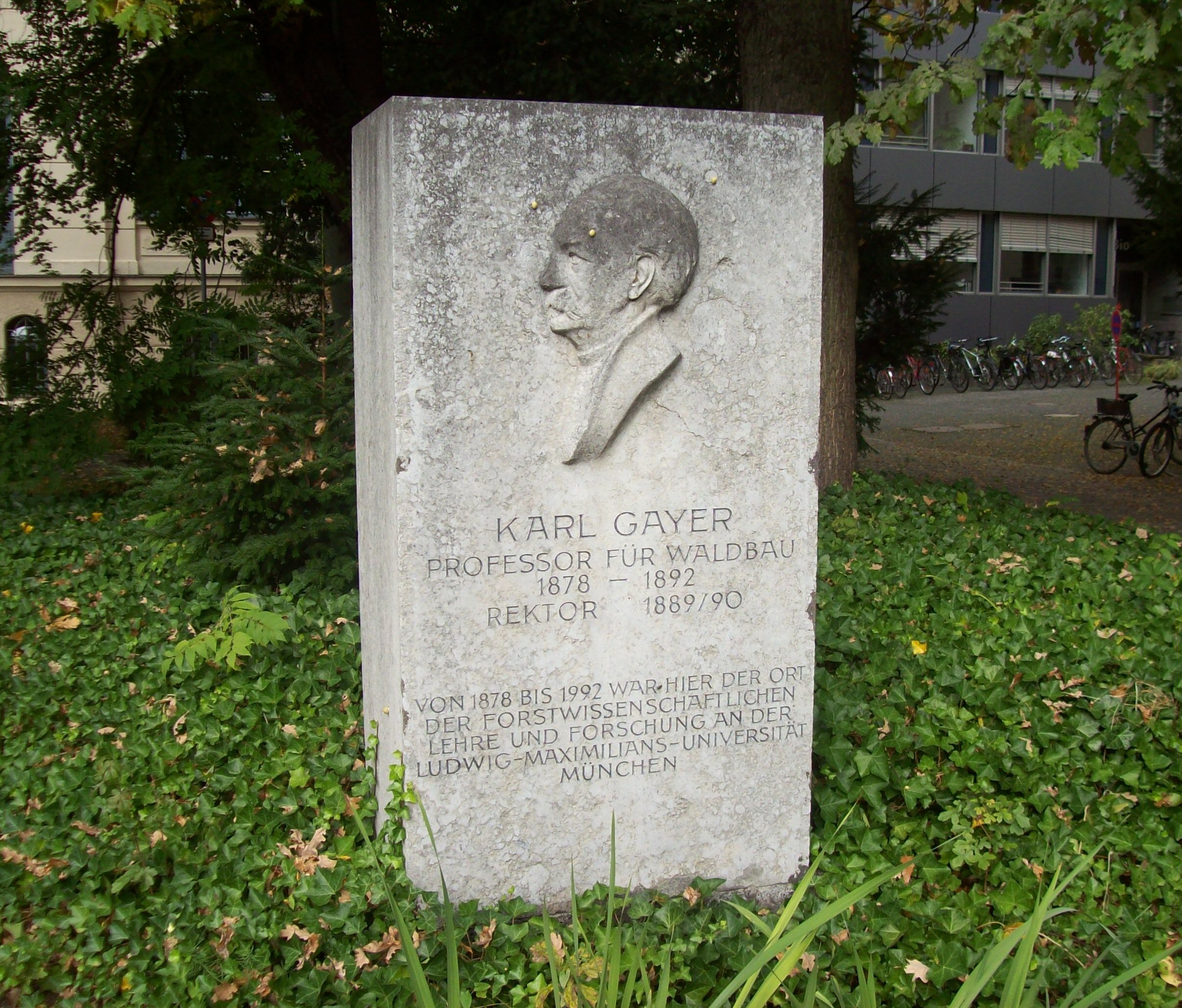
Denkmal für Karl Gayer im Salinenhof der Universität München

Im Jahr 1878 kam Gayer mit der Verlegung eines ersten Teils der Aschaffenburger Forst-Lehranstalt an die Universität München (die vollständige Verlegung folgte erst 1910). Man ernannte ihn dort zum Ehrendoktor der Staatswirtschaftlichen Fakultät und berief ihn zum ordentlichen Professor für forstliche Produktionslehre. Vom Wintersemester 1889/90 zum Sommersemester 1890 war er Rektor der Münchener Universität.
Seine beiden Hauptschriften Die Forstbenutzung (1868) und Der Waldbau (1880) waren lange Zeit Standardwerke der Forstliteratur und erlebten zahlreiche Auflagen. Gayer unterstrich darin die Vorteile von Mischwäldern und natürlicher Verjüngung für die Bewahrung der Standortqualität. Damit erweiterte er den forstlichen Begriff von Nachhaltigkeit erstmals um eine ökologische Dimension:

„Nachhalt. Es gehört nothwendig zum Begriff des forstwirthschaftlichen Betriebes, daß er seine Produktion für alle, oder doch wenigstens für sehr lange Zeit auf der selben Stelle bethätigt. Soll dieses möglich werden, und von Waldgeneration zu Waldgeneration die Produktion weder in quantitativer noch in qualitativer Beziehung eine Abnahme erfahren, so setzt dieses eine gleichmäßige Bewahrung der Produktionsmittel und eine haushälterische Benutzung derselben voraus; und hierin allein ist das echte Nachhaltsprinzip, dem die Holzzucht bestmöglich zu genügen hat, zu suchen.“

Um 1890 wurden Gayers Lehren und Forderungen in die Wirtschaftsregeln für die Staatswaldungen Bayerns übernommen.
Auch nach seiner Emeritierung im Jahr 1892 – zu seinem Nachfolger wurde Heinrich Mayr berufen – blieb er noch Mitglied seiner Fakultät. Gleichzeitig wurde er aufgrund seiner großen Verdienste zum Geheimen Rat ernannt und erhielt zahlreiche Ehrenmitgliedschaften und Orden. Im Ruhestand schrieb er noch etliche Bücher.

## Ehrungen
- Der Bildhauer Karl Kiefer schuf das Denkmal für Karl Gayer, das 1920 im Garten der Forstlichen Versuchsanstalt in München aufgestellt wurde.[2] Heute befindet sich das Denkmal im Salinenhof der Universität München, wo es zugleich an die forstwissenschaftliche Lehre und Forschung an der Universität von 1878 bis 1992 erinnert.
- Nach Gayer ist die Karl-Gayer-Straße in 80997 München benannt.
- Nach Gayer ist die Karl-Gayer-Straße in 67273 Weisenheim am Berg benannt.
- Die Studienfakultät für Forstwissenschaft und Ressourcenmanagement der TU München verleiht zur Erinnerung an den Vordenker und Vorkämpfer für den naturgemäßen Waldbau in Europa die Karl-Gayer-Medaille. Damit zeichnet sie in unregelmäßigen Abständen Forstleute und Waldbesitzer aus, die sich in vorbildhafter Weise für einen naturgemäßen Waldbau eingesetzt haben. Der Bund für Umwelt und Naturschutz Bayern (BUND) verleiht darüber hinaus bereits seit 1977 die Karl-Gayer-Medaille des Bund Naturschutz.

## Schriften (Auswahl)
- Die Forstbenutzung. Berlin 1868, 12. Auflage 1921.
- Der Waldbau. Berlin 1878, 4. Auflage 1898 (Digitalisat).
- Die neue Wirthschaftrichtung in den Staatswaldungen des Spessarts. München 1884.
- Der gemischte Wald, seine Begründung und Pflege, insbesondere die Horst- und Gruppenwirtschaft. Berlin 1886 (Digitalisat).
- Der Wald im Wechsel der Zeiten. Rede beim Antritt des Rectorats der Ludwig-Maximilians-Universität gehalten am 23. November 1889. München 1889.